# Egyptian Steel
Egyptian Steel – одна з найбільших єгипетських компаній, які діють у галузі виробництва та торгівлі продукцією чорної металургії.
Egyptian Steel заснували лише в 2010-му, проте протягом десятиліття вона ввела в дію одразу чотири заводи:
- в 2011-му прокатний завод у Порт-Саїд;
- в 2014-му прокатний завод у Александрії;
- в 2016-му електрометалургійні заводи у Бені-Суейф та Айн-Сохна.
Сукупно ці підприємства можуть випускати 1,68 млн тон будівельної арматури на рік.
Первісно власниками компанії були катарський шейх Мохамед-бін-Сухайм Ат-Тані (Mohamed bin Suhaim Al Thani), що мав частку в 70%, та египетський бізнесмен Ахмед Абу-Хашіма. У середині 2010-х в Єгипті  на тлі бурхливого зростання споживання та проблем із прирощенням запасів виник дефіцит природного газу та електроенергії, унаслідок чого у Egyptian Steel з'явились проблеми із виплатою банківських кредитів, що в підсумку призвело до зміни власників. Спершу у 2018-му частку катарського інвестора викупила афілійована з військовими National Service Projects Organization, крім того, вона ж здійснила додатковий внесок до статутного капіталу. А в 2022-му Ахмед Абу-Хашім, за яким залишалось 18% участі, продав свої акції за 160 млн доларів США компанії Ezz Steel – найбільшому єгипетському виробнику в галузі чорної металургії.